# Quin Kruijsen
Quin Kruijsen (Venlo, 27 november 1990) is een Nederlandse profvoetballer die meestal speelt als middenvelder, maar ook inzetbaar is als linksback.

## Loopbaan
Kruijsen begon met voetballen bij SC Irene en daarna Venlosche Boys, daar werd hij gescout voor VVV-Venlo, waar hij de jeugdopleiding doorliep. Zijn officiële debuut voor het eerste elftal van VVV was op 24 september 2008 in het bekerduel met FC Volendam, dat met 2-3 verloren ging.
Zijn competitiedebuut maakte hij pas ruim twee jaar later, op 19 januari 2011, in de thuiswedstrijd tegen FC Utrecht. Einde juli 2011 kreeg hij voorafgaand aan de Herman Teeuwen Memorial de Jan Klaassens Award uitgereikt, de jaarlijkse onderscheiding van VVV voor het grootste talent uit eigen jeugdopleiding.
In het begin van het seizoen 2012-13 werd Kruijsen door VVV voor de rest van het seizoen uitgeleend aan Fortuna Sittard. Daarna is de middenvelder weer teruggekeerd op het oude nest. Kruijsen verlengde vervolgens zijn aflopende contract in Venlo tot 1 juli 2016. In die twee jaar slaagde Kruijsen er niet in om een basisplaats te veroveren. In 2016 kwam hij niet meer in aanmerking voor een nieuwe verbintenis.
In maart 2017 ging Kruijsen voor het Duitse VfR Fischeln spelen dat uitkomt in de Oberliga Niederrhein. Ruim een jaar later verkaste hij opnieuw, ditmaal naar het Belgische KSK Hasselt.

## Clubstatistieken
| Seizoen        | Club              | Competitie               | Competitie | Competitie | Beker | Beker | Overig1 | Overig1 | Totaal | Totaal |
| Seizoen        | Club              | Competitie               | Wed.       | Dlp.       | Wed.  | Dlp.  | Wed.    | Dlp.    | Wed.   | Dlp.   |
| -------------- | ----------------- | ------------------------ | ---------- | ---------- | ----- | ----- | ------- | ------- | ------ | ------ |
| 2008/09        | VVV-Venlo         | Eerste divisie           | 0          | 0          | 1     | 0     | –       | –       | 1      | 0      |
| 2009/10        | VVV-Venlo         | Eredivisie               | 0          | 0          | 0     | 0     | –       | –       | 0      | 0      |
| 2010/11        | VVV-Venlo         | Eredivisie               | 7          | 0          | 0     | 0     | 1       | 0       | 8      | 0      |
| 2011/12        | VVV-Venlo         | Eredivisie               | 18         | 1          | 1     | 0     | 1       | 0       | 20     | 1      |
| 2012/13        | VVV-Venlo         | Eredivisie               | 2          | 0          | 0     | 0     | 0       | 0       | 2      | 0      |
| 2012/13        | → Fortuna Sittard | Eerste divisie           | 26         | 0          | 1     | 0     | 2       | 0       | 29     | 0      |
| 2013/14        | VVV-Venlo         | Eerste divisie           | 32         | 0          | 2     | 0     | 2       | 0       | 36     | 0      |
| 2014/15        | VVV-Venlo         | Eerste divisie           | 19         | 0          | 2     | 0     | 3       | 0       | 24     | 0      |
| 2015/16        | VVV-Venlo         | Eerste divisie           | 16         | 0          | 1     | 0     | 0       | 0       | 17     | 0      |
| 2016/17        | VfR Fischeln      | Oberliga Niederrhein     | 11         | 2          | –     | –     | 0       | 0       | 11     | 2      |
| 2017/18        | VfR Fischeln      | Oberliga Niederrhein     | 17         | 3          | –     | –     | 2       | 1       | 19     | 4      |
| 2018/19        | KSK Hasselt       | Tweede klasse amateurs B | 0          | 0          | 0     | 0     | –       | –       | 0      | 0      |
| Carrièretotaal | Carrièretotaal    | Carrièretotaal           | 148        | 6          | 8     | 0     | 11      | 1       | 167    | 7      |

1Overige officiële wedstrijden, te weten Playoffs en Niederrheinpokal.